# 무카이야마역
무카이야마역(일본어: 向山駅)은 일본 아오모리현 가미키타군 오이라세정에 위치한 아오이모리 철도 아오이모리 철도선의 철도역이다. 이 역은 시점인 메토키 역으로부터 42.2 km 떨어져 있으며, 도쿄역부터는 659.5 km 떨어져 있는 역이다.

## 승강장
섬식 승강장 1면 2선 구조의 철도역이며 역사와 승강장은 과선교로 이어져 있다.

### 타는 곳
| 번호 | 노선                | 방향 | 행선                            |
| ---- | ------------------- | ---- | ------------------------------- |
| 1    | ■ 아오이모리 철도선 | 하행 | 미사와 · 노헤지 · 아오모리 방면 |
| 2    | ■ 아오이모리 철도선 | 상행 | 하치노헤 · 산노헤 방면          |

## 역사
- 1922년 8월 15일: 기노시타 신호장(일본어: 木ノ下信号場) 설치.
- 1936년 7월 10일: 철도역으로 승격, 무카이야마역으로 영업 개시.
- 1987년 4월 1일 : 민영화에 따라, 동일본 여객철도가 계승.
- 1992년: 역 사무원 배치를 폐지.
- 2010년 12월 4일 : 도호쿠 신칸센이 신아오모리역까지 연장 개통함에 따라 아오이모리 철도로 이관.

## 인접역
| 아오이모리 철도 ■ 아오이모리 철도선 | 아오이모리 철도 ■ 아오이모리 철도선 | 아오이모리 철도 ■ 아오이모리 철도선 |
| ----------------------------------- | ----------------------------------- | ----------------------------------- |
| 시모다 하치노헤 방면                | 보통                                | 미사와 아오모리 방면                |